# City of Holroyd
City of Holroyd is een Local Government Area (LGA) in Australië in de staat New South Wales in de agglomeratie van Sydney. City of Holroyd telt 95.130 inwoners. De hoofdplaats is Merrylands.